# Stefan Bošković (Schriftsteller)
Stefan Bošković (montenegrinisch-kyrillisch Стефан Бошковић; * 15. Februar 1983 in Titograd (heute Podgorica)) ist ein montenegrinischer Schriftsteller und Drehbuchautor, Dramaturg am Montenegrinischen Nationaltheater sowie Dozent an der Fakultät für Darstellende Künste der Montenegrinischen Akademie der Wissenschaften und Künste.

## Leben
Im Jahr 2010 schloss er sein Schauspielstudium an der Fakultät für Schauspielkunst der Universität Montenegro in Cetinje ab.
Für seinen ersten Roman Šamaranje aus 2014 gewann er den Preis für das beste Romanmanuskript in Montenegro, 2016 belegte er mit seinem Kurzroman Fashion and Friends den zweiten Platz beim Festival of European Short Stories. Im Jahre 2017 unterzeichnete er die Deklaration zur gemeinsamen Sprache. Seine Kurzgeschichtensammlung Transparentne životinje aus 2018 beinhaltet viele Kurzgeschichten, die international übersetzt und veröffentlicht wurden. Sein zweiter Roman Ministar (dt. Der Minister) (2019) war einer der ersten auf Deutsch veröffentlichen montenegrinischen Romane der Gegenwart und gewann 2020 den Literaturpreis der Europäischen Union sowie 2021 den CEI Award for Young Writers. Seine Kurzgeschichten und Romane wurden ins Englische, Deutsche, Italienische, Chinesische, Russische, Slowenische, Bulgarische, Albanische und Mazedonische übersetzt und in verschiedenen internationalen Zeitschriften veröffentlicht.

## Filmografie
- Dado Đurić – Dokumentarfilm über den Maler Dado Đurić (2012)
- Žive oči – Dokumentarfilm (2014)
- Vice versa – Dokumentarfilm (2015)
- Umir krvi – Kurzfilm (2015)
- Ispod mosta na travi, među stijenama – Film (2016)
- Put – Fernsehfilm (2018)
- Peloid – Kurzfilm (2018)
- Dojč kafe – Fernsehserie (2016–2019)
- Barli – Kurzfilm (2021)
- Jecam zela – Kurzfilm (2021)
- Nedelja – Film über den serbischen Sänger Džej Ramadanovski (2024)
- Lavez – Kurzfilm (2024)

Quelle: